# Edwin Althauser
Carl Louis Edwin Althauser (* 12. Juni 1870 in Nikolaiken, Kreis Sensburg; † 19. April 1945 in Dortmund) war ein deutscher Schauspieler.

## Leben und Wirken
Er war der Sohn des Postexpedienten Gottfried Philipp Louis Althauser. Seinen ersten öffentlichen Bühnenauftritt hatte Althauser am Stadttheater in Königsberg (Preußen). Später spielte er auf den Bühnen in Essen, Chemnitz, Elberfeld, Magdeburg, Stettin, Rostock, Würzburg, Zürich und Krefeld. Ab 1914 war er dauerhaft am Stadttheater Dortmund engagiert, wo er zunächst jugendliche Liebhaber und Helden spielte, später in das erste Heldenfach wechselte. 1935 feierte er am dortigen Theater seinen 65. Geburtstag. Zuletzt war er Ehrenmitglied des Schauspiels dieses Theaters. 
Er heiratete am 4. Mai 1900 in Stettin die Opernsängerin Henriette Maria Leopoldine Sirolla (1866–1941) aus Graz.